# Horn-Dolch
Der Horn-Dolch  ist eine Stichwaffe aus Indien.

## Beschreibung
Der Horn-Dolch besteht aus dem Horn eines Rhinozeros. Das Horn ist so gearbeitet, dass es eine scharfe Spitze bildet. Der hintere Teil des Horns ist als Griffstück ausgearbeitet (siehe Bild Infobox). Ein Teil ist als Handschutz und Schlagring ausgearbeitet. Die Oberfläche ist mit traditionellen Schnitzereien verziert und poliert. Es gibt verschiedene Versionen. Der Horn-Dolch wird von Ethnien in Indien benutzt.